# 吴学廉
吴学廉（?—1931年）字鉴泉，安徽庐江人。清朝官员。

## 生平
吴学廉是清朝光绪辛卯举人，清授通議大夫，在光绪、宣统年间任淮揚海兵備道兼按察使銜，光绪三十四年三月（1908年）兼任淮安关监督。1917年张勋复辟时期，他曾被任命为度支部左参议。
1931年，吴学廉于辛未四月逝世。

## 家庭
吴学廉是吴赞诚的长子，娶李鸿章六弟李昭庆的长女为妻。